# Transworld Rig 68 (schip, 1980)
De Transworld Rig 68 was een afzinkbaar boorplatform dat in 1980 werd gebouwd door Chicago Bridge & Iron voor Transworld Drilling.
Het ontwerp was een grotere versie van de Transworld Rig 65 en bestond uit een driehoekig dek met daaronder drie flesvormige kolommen. Aan een van de uiteindes was op een cantilever de boortoren geplaatst.
In 1991 werd Transworld overgenomen door Noble en werd de naam Noble Rig 68.
In totaal werden er vijf platforms naar dit ontwerp gebouwd. Deze werden in 1998-99 allemaal door Noble omgebouwd tot halfafzinkbare platforms volgens het EVA-4000-ontwerp. De naam van het platform werd daarna Noble Max Smith.

## Transworld Rig 68-serie

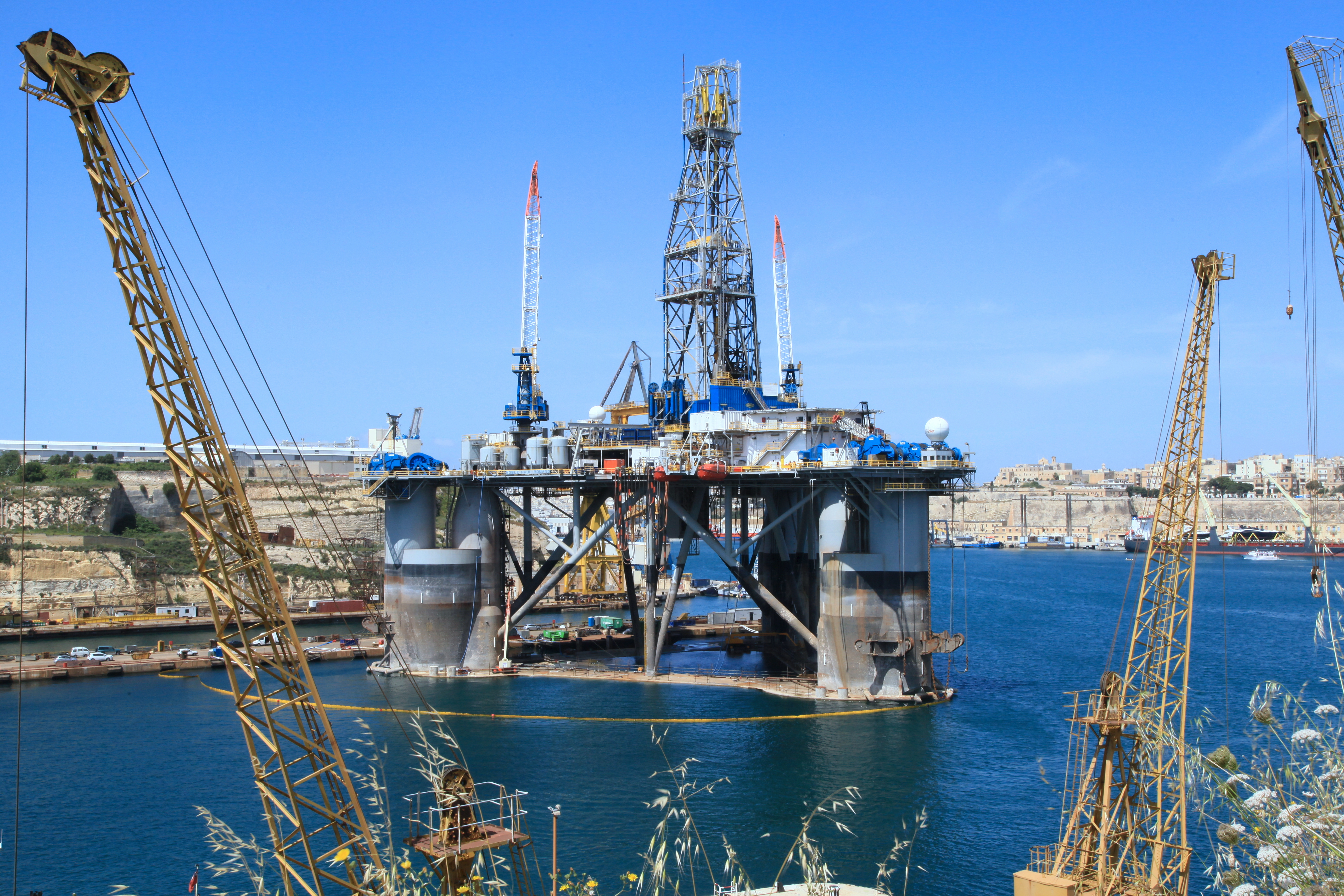
De Noble Paul Romano, gebouwd als Transworld Rig 69

| Naam              | Werf                       | Jaar          | IMO-nummer |
| ----------------- | -------------------------- | ------------- | ---------- |
| Transworld Rig 68 | Chicago Bridge & Iron, 439 | maart 1980    | 8756253    |
| Transworld Rig 69 | Ingalls Shipbuilding, 6101 | juli 1981     | 8756265    |
| Transworld Rig 70 | Ingalls Shipbuilding, 6102 | november 1981 | 8756277    |
| Transworld Rig 72 | Ingalls Shipbuilding, 6301 | april 1982    | 8756291    |
| Transworld Rig 73 | Ingalls Shipbuilding, 6302 | augustus 1982 | 8756306    |